# スリマン

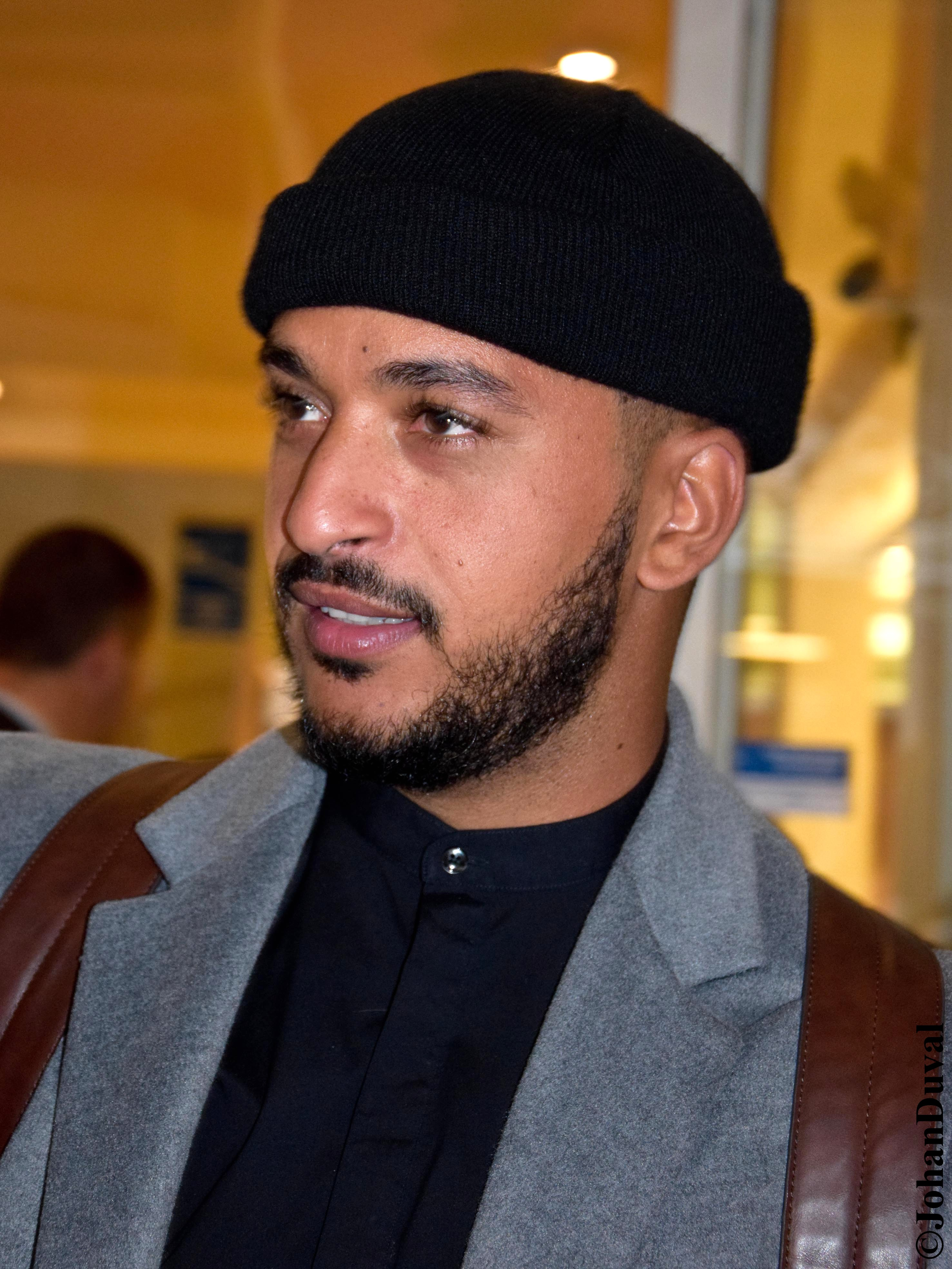
スリマン

スリマンことスリマヌ・ネブシ（フランス語: Slimane Nebchi、1989年10月13日 - ）は、フランスのシンガーソングライター、俳優。セーヌ＝エ＝マルヌ県のシェル出身。

## 略歴
2016年5月14日にThe Voice : La Plus Belle Voix第5シーズンで優勝し、同年7月に最初のアルバム「À bout de rêves」をリリースし、2018年1月に2枚目のアルバム「Solune」をリリースする。
2020年、ヴィタとともに「Ça va ça vient」という曲でヴィクトワール・ド・ラ・ミュージックを受賞する。
2024年にユーロビジョン・ソング・コンテスト2024でフランス代表として『Mon amour』という曲を歌う。この曲は本人も手掛けたものである。